# Pomoneata, Rohatîn
Pomoneata (în ucraineană Помонята) este o comună în raionul Rohatîn, regiunea Ivano-Frankivsk, Ucraina, formată numai din satul de reședință.

## Demografie
Componența lingvistică a comunei Pomoneata
     Ucraineană (100%)
Conform recensământului din 2001, toată populația comunei Pomoneata era vorbitoare de ucraineană (100%).